# Saison 1976-1977 de l'AMH
Saison précédente Saison suivante
La saison 1976 - 77 de l'Association mondiale de hockey est la cinquième saison de la ligue d'Amérique du Nord. Douze franchises débutent la saison mais les Fighting Saints du Minnesota arrêtant leur activité au milieu de la saison, les onze équipes qui restent ne jouent que 80 ou 81 matchs selon les équipes.

## Saison régulière
Les équipes dont la ligne est colorée sont qualifiées pour les séries éliminatoires.

### Classements
| Équipe                            | PJ | V  | D  | N | BP  | BC  | Pts |
| --------------------------------- | -- | -- | -- | - | --- | --- | --- |
| Nordiques de Québec               | 81 | 47 | 31 | 3 | 353 | 295 | 97  |
| Stingers de Cincinnati            | 81 | 39 | 37 | 5 | 354 | 303 | 83  |
| Racers d'Indianapolis             | 81 | 36 | 37 | 8 | 276 | 305 | 80  |
| Whalers de la Nouvelle-Angleterre | 81 | 35 | 40 | 6 | 275 | 290 | 76  |
| Bulls de Birmingham               | 81 | 31 | 46 | 4 | 289 | 309 | 66  |
| Fighting Saints du Minnesota      | 42 | 19 | 18 | 5 | 136 | 129 | 43  |

| Équipe                 | PJ | V  | D  | N | BP  | BC  | Pts |
| ---------------------- | -- | -- | -- | - | --- | --- | --- |
| Aeros de Houston       | 80 | 50 | 24 | 6 | 320 | 241 | 106 |
| Jets de Winnipeg       | 80 | 46 | 32 | 2 | 366 | 291 | 94  |
| Mariners de San Diego  | 81 | 40 | 37 | 4 | 284 | 283 | 85  |
| Oilers d'Edmonton      | 81 | 34 | 43 | 4 | 243 | 304 | 72  |
| Cowboys de Calgary     | 81 | 31 | 43 | 7 | 252 | 296 | 69  |
| Roadrunners de Phoenix | 80 | 28 | 48 | 4 | 281 | 383 | 60  |

### Meilleurs pointeurs
| Joueur         | Équipe   | PJ | B  | A  | Pts |
| -------------- | -------- | -- | -- | -- | --- |
| Réal Cloutier  | Québec   | 76 | 66 | 75 | 141 |
| Anders Hedberg | Winnipeg | 68 | 70 | 61 | 131 |
| Ulf Nilsson    | Winnipeg | 71 | 39 | 85 | 124 |
| Robbie Ftorek  | Phoenix  | 80 | 46 | 71 | 117 |

## Séries éliminatoires
Les Nordiques de Québec remportent leur première Coupe Avco en battant en finale les Jets de Winnipeg en sept matchs.
|  | Quarts de finale                  | Quarts de finale                  | Quarts de finale      | Quarts de finale      |                     |                     | Demi-finales | Demi-finales | Demi-finales | Demi-finales |  |  | Finale | Finale | Finale | Finale |
|  |                                   |                                   |                       |                       |                     |                     |              |              |              |              |  |  |        |        |        |        |
|  |                                   |                                   |                       |                       |                     |                     |              |              |              |              |  |  |        |        |        |        |
|  |                                   |                                   |                       |                       |                     |                     |              |              |              |              |  |  |        |        |        |        |
|  | Nordiques de Québec               | Nordiques de Québec               | 4                     | 4                     |                     |                     |              |              |              |              |  |  |        |        |        |        |
|  | Nordiques de Québec               | Nordiques de Québec               | 4                     | 4                     |                     |                     |              |              |              |              |  |  |        |        |        |        |
|  | Whalers de la Nouvelle-Angleterre | Whalers de la Nouvelle-Angleterre | 1                     | 1                     |                     |                     |              |              |              |              |  |  |        |        |        |        |
|  | Whalers de la Nouvelle-Angleterre | Whalers de la Nouvelle-Angleterre | 1                     | 1                     | Nordiques de Québec | Nordiques de Québec | 4            | 4            |              |              |  |  |        |        |        |        |
|  |                                   |                                   |                       |                       | Nordiques de Québec | Nordiques de Québec | 4            | 4            |              |              |  |  |        |        |        |        |
|  |                                   |                                   | Racers d'Indianapolis | Racers d'Indianapolis | 1                   | 1                   |              |              |              |              |  |  |        |        |        |        |
|  | Stingers de Cincinnati            | Stingers de Cincinnati            | Racers d'Indianapolis | Racers d'Indianapolis | 1                   | 1                   | 0            | 0            |              |              |  |  |        |        |        |        |
|  | Stingers de Cincinnati            | Stingers de Cincinnati            |                       |                       |                     |                     |              | 0            |              |              |  |  |        |        |        |        |
|  | Racers d'Indianapolis             | Racers d'Indianapolis             | 4                     | 4                     |                     |                     |              |              |              |              |  |  |        |        |        |        |
|  | Racers d'Indianapolis             | Racers d'Indianapolis             | 4                     | 4                     | Nordiques de Québec | Nordiques de Québec | 4            | 4            |              |              |  |  |        |        |        |        |
|  |                                   |                                   |                       |                       | Nordiques de Québec | Nordiques de Québec | 4            | 4            |              |              |  |  |        |        |        |        |
|  |                                   |                                   | Jets de Winnipeg      | Jets de Winnipeg      | 3                   | 3                   |              |              |              |              |  |  |        |        |        |        |
|  | Aeros de Houston                  | Aeros de Houston                  | Jets de Winnipeg      | Jets de Winnipeg      | 3                   | 3                   | 4            | 4            |              |              |  |  |        |        |        |        |
|  | Aeros de Houston                  | Aeros de Houston                  |                       |                       |                     |                     |              |              |              |              |  |  |        |        |        |        |
|  | Oilers d'Edmonton                 | Oilers d'Edmonton                 | 1                     | 1                     |                     |                     |              |              |              |              |  |  |        |        |        |        |
|  | Oilers d'Edmonton                 | Oilers d'Edmonton                 | 1                     | 1                     | Jets de Winnipeg    | Jets de Winnipeg    | 4            | 4            |              |              |  |  |        |        |        |        |
|  |                                   |                                   |                       |                       | Jets de Winnipeg    | Jets de Winnipeg    | 4            | 4            |              |              |  |  |        |        |        |        |
|  |                                   |                                   | Aeros de Houston      | Aeros de Houston      | 2                   | 2                   |              |              |              |              |  |  |        |        |        |        |
|  | Jets de Winnipeg                  | Jets de Winnipeg                  | Aeros de Houston      | Aeros de Houston      | 2                   | 2                   | 4            | 4            |              |              |  |  |        |        |        |        |
|  | Jets de Winnipeg                  | Jets de Winnipeg                  |                       |                       |                     |                     |              | 4            |              |              |  |  |        |        |        |        |
|  | Mariners de San Diego             | Mariners de San Diego             | 3                     | 3                     |                     |                     |              |              |              |              |  |  |        |        |        |        |
|  | Mariners de San Diego             | Mariners de San Diego             | 3                     | 3                     |                     |                     |              |              |              |              |  |  |        |        |        |        |
|  |                                   |                                   |                       |                       |                     |                     |              |              |              |              |  |  |        |        |        |        |

## Trophées de l'AMH
Cette section présente l'ensemble des personnalités récompensés par des trophées :
- Trophée Gordie-Howe pour le meilleur joueur de la saison régulière[2] :  Robbie Ftorek (Roadrunners de Phoenix)
- Trophée Bill-Hunter pour le meilleur pointeur de la saison régulière[3] : Réal Cloutier (Nordiques de Québec)
- Trophée Lou-Kaplan pour la meilleure recrue[4] : George Lyle (Whalers de la Nouvelle-Angleterre)
- Trophée Ben-Hatskin pour le meilleur gardien de but[5] : Ron Grahame (Aeros de Houston)
- Trophée Dennis-A.-Murphy pour le meilleur défenseur[6] : Ron Plumb (Stingers de Cincinnati)
- Trophée Paul-Deneau pour le joueur le plus fairplay[7] : Dave Keon (Whalers de la Nouvelle-Angleterre)
- Trophée Robert-Schmertz pour le  meilleur entraîneur : Bill Dineen (Aeros de Houston)
- Meilleur joueur des séries[8] : Serge Bernier (Nordiques de Québec)